# Mădăraș, Mureș
Mădăraș, colocvial Mădărașu de Câmp (în maghiară Mezőmadaras, în trad. "Păsărenii de Câmp"), este satul de reședință al comunei cu același nume din județul Mureș, Transilvania, România.

## Istoric
Pe Harta Iosefină a Transilvaniei din 1769-1773 (Sectio 127), localitatea apare sub numele de „Mező Madaras”.

## Obiectiv memorial
În cimitirul soldaților germani din Al Doilea Război Mondial, amenajat în anul 1944, sunt înhumați 41 de militari, în morminte individuale.

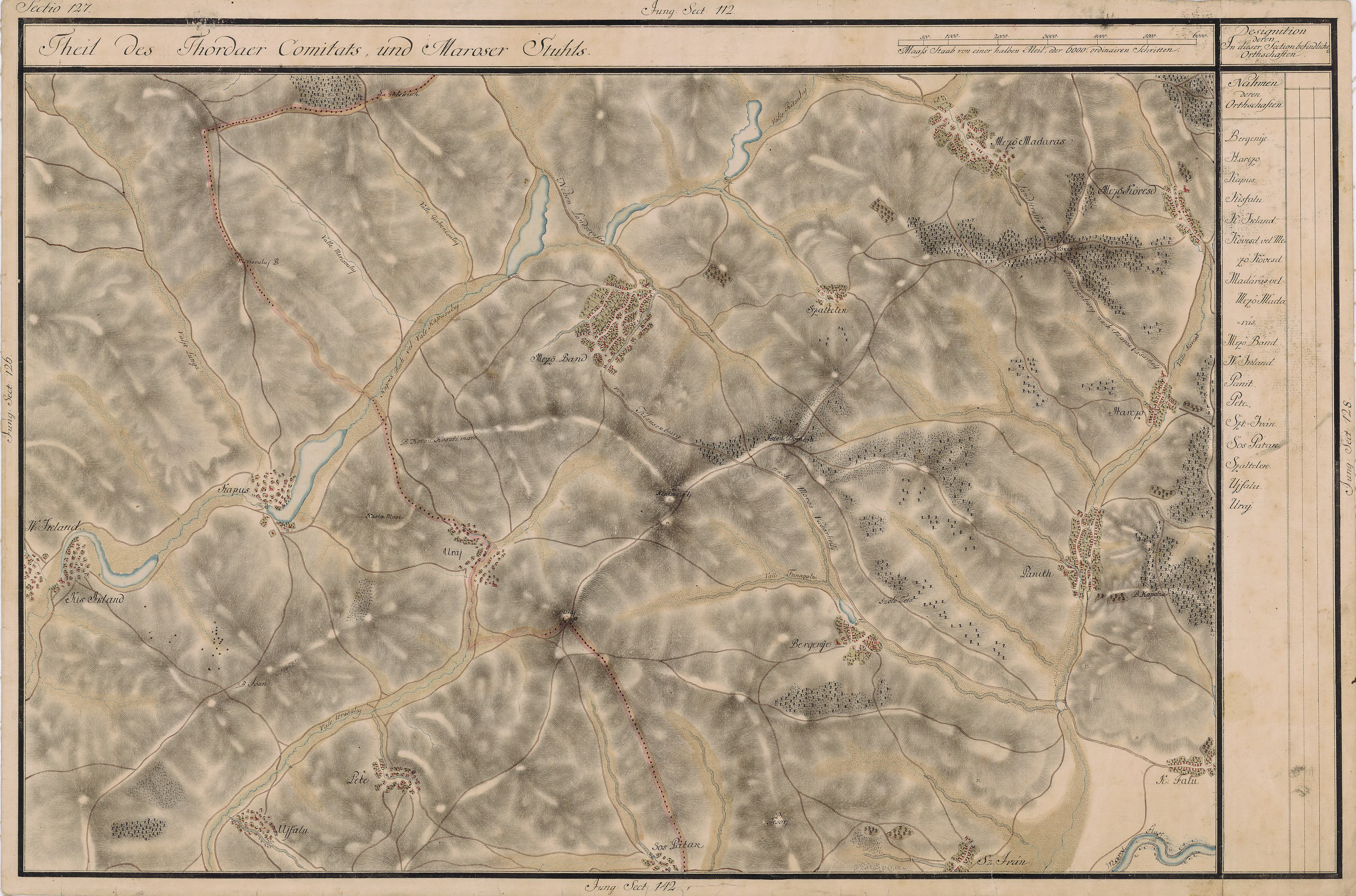
Mădăraş pe Harta Iosefină a Transilvaniei, 1769-73

## Imagini

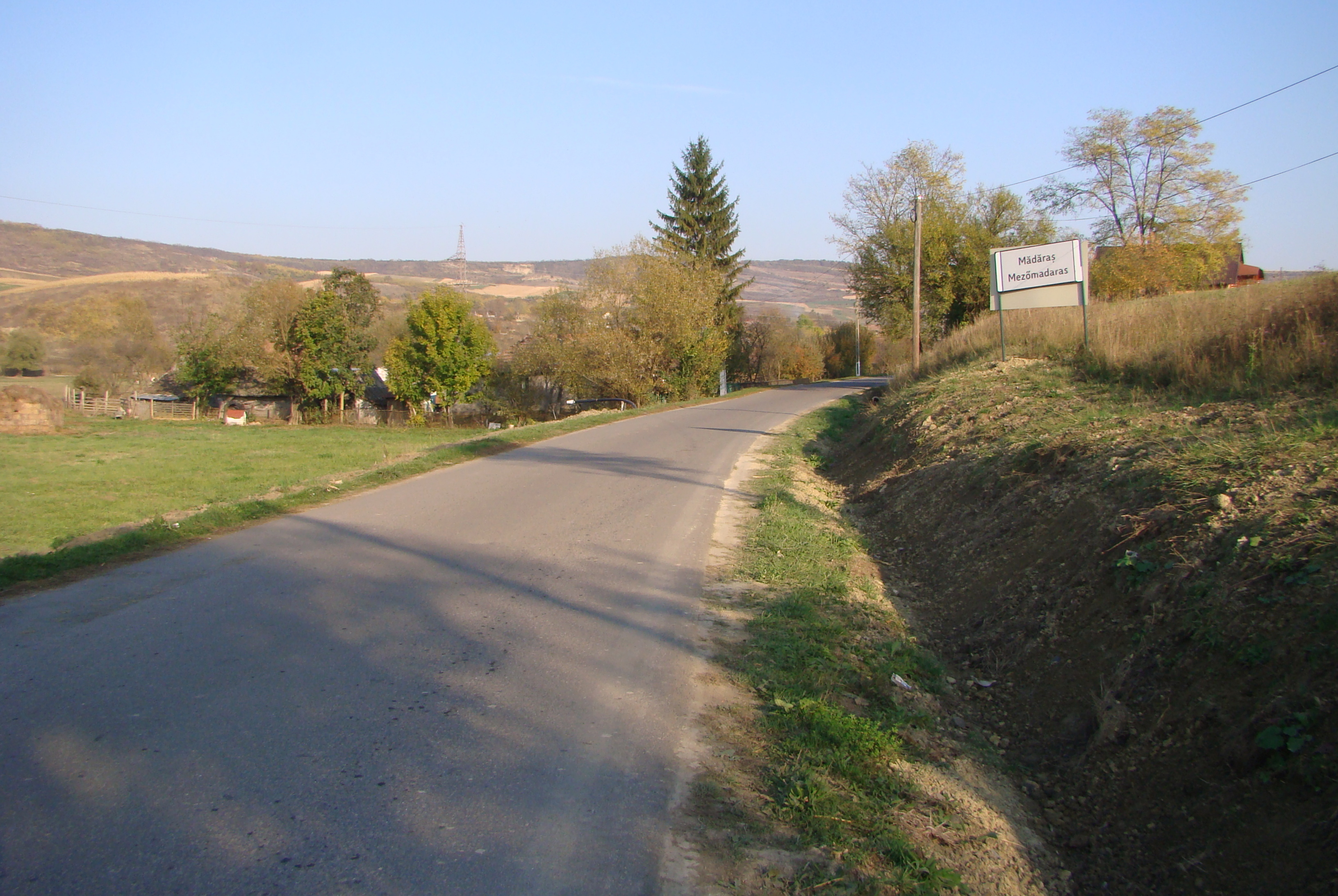
Intrarea în localitate
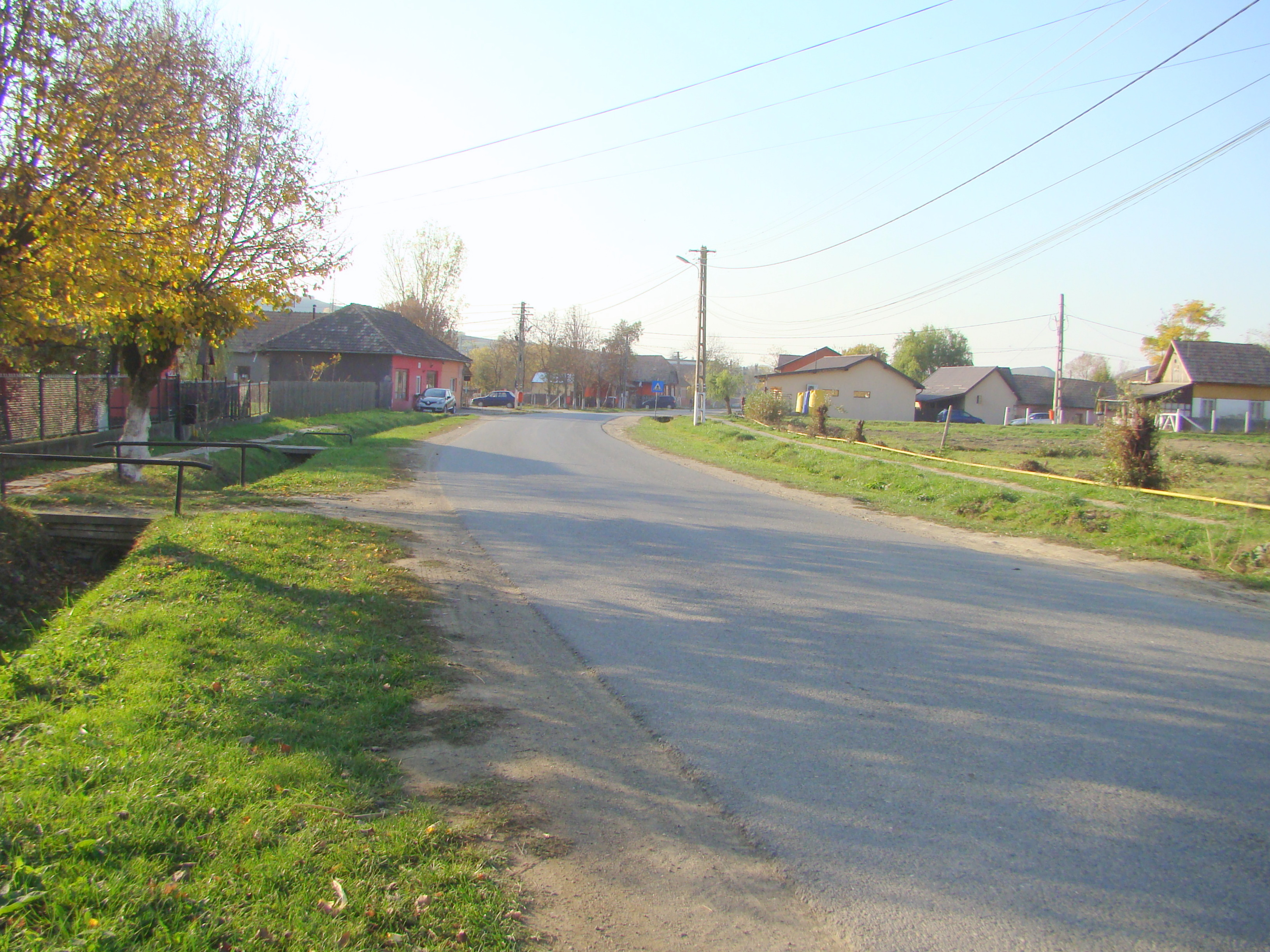
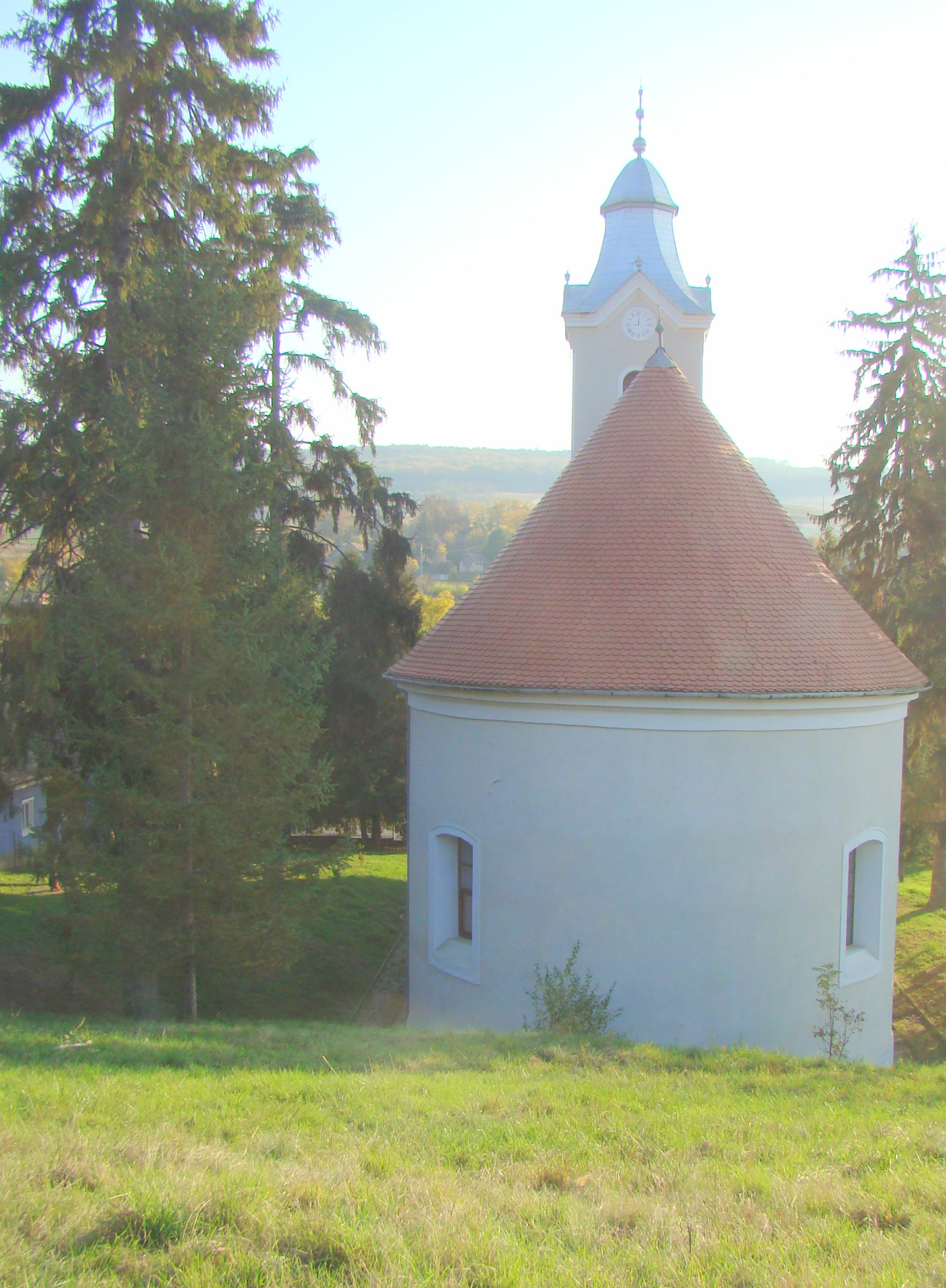
Biserica reformată (1793)
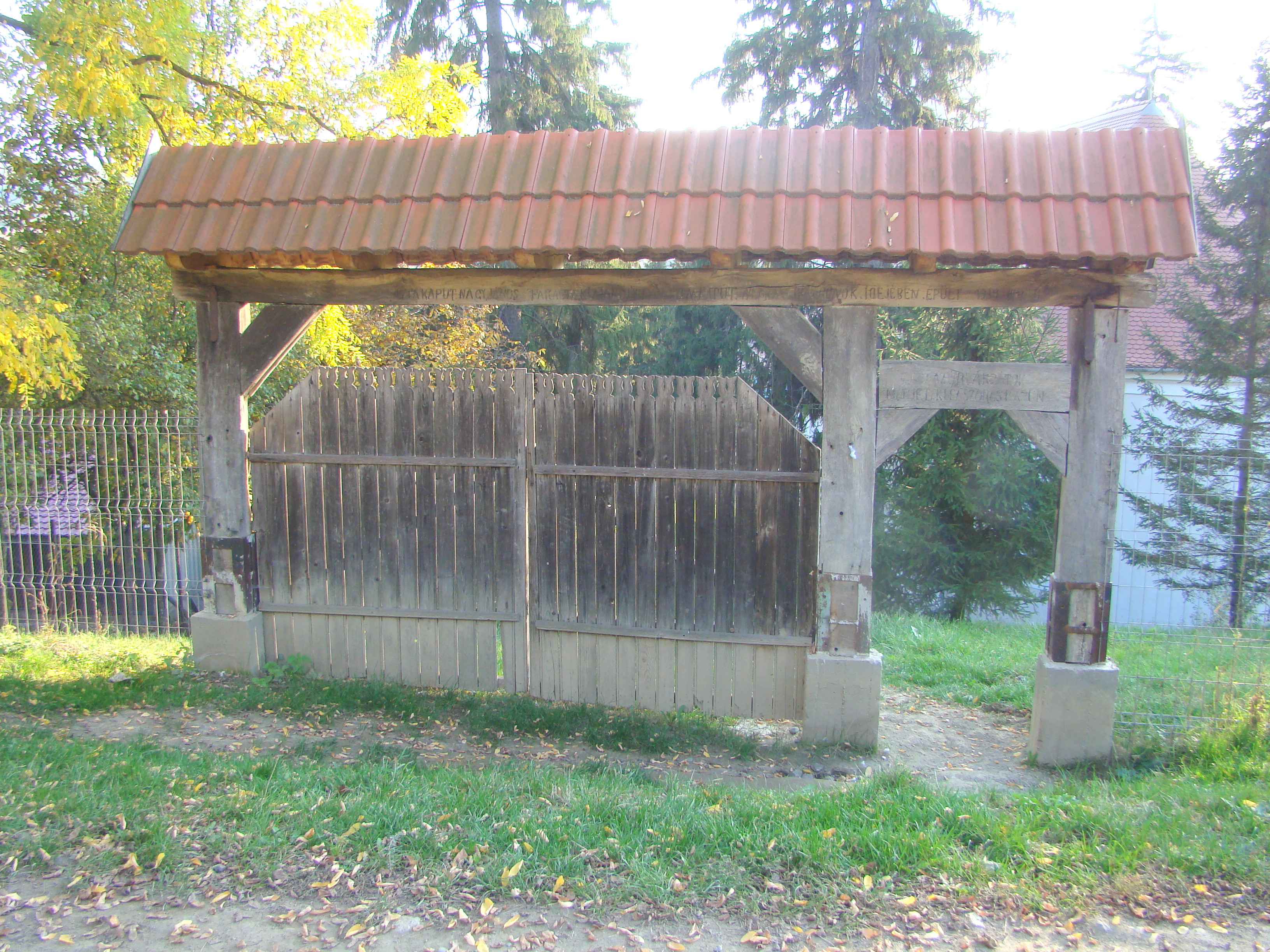
Poarta de lemn a bisericii reformate
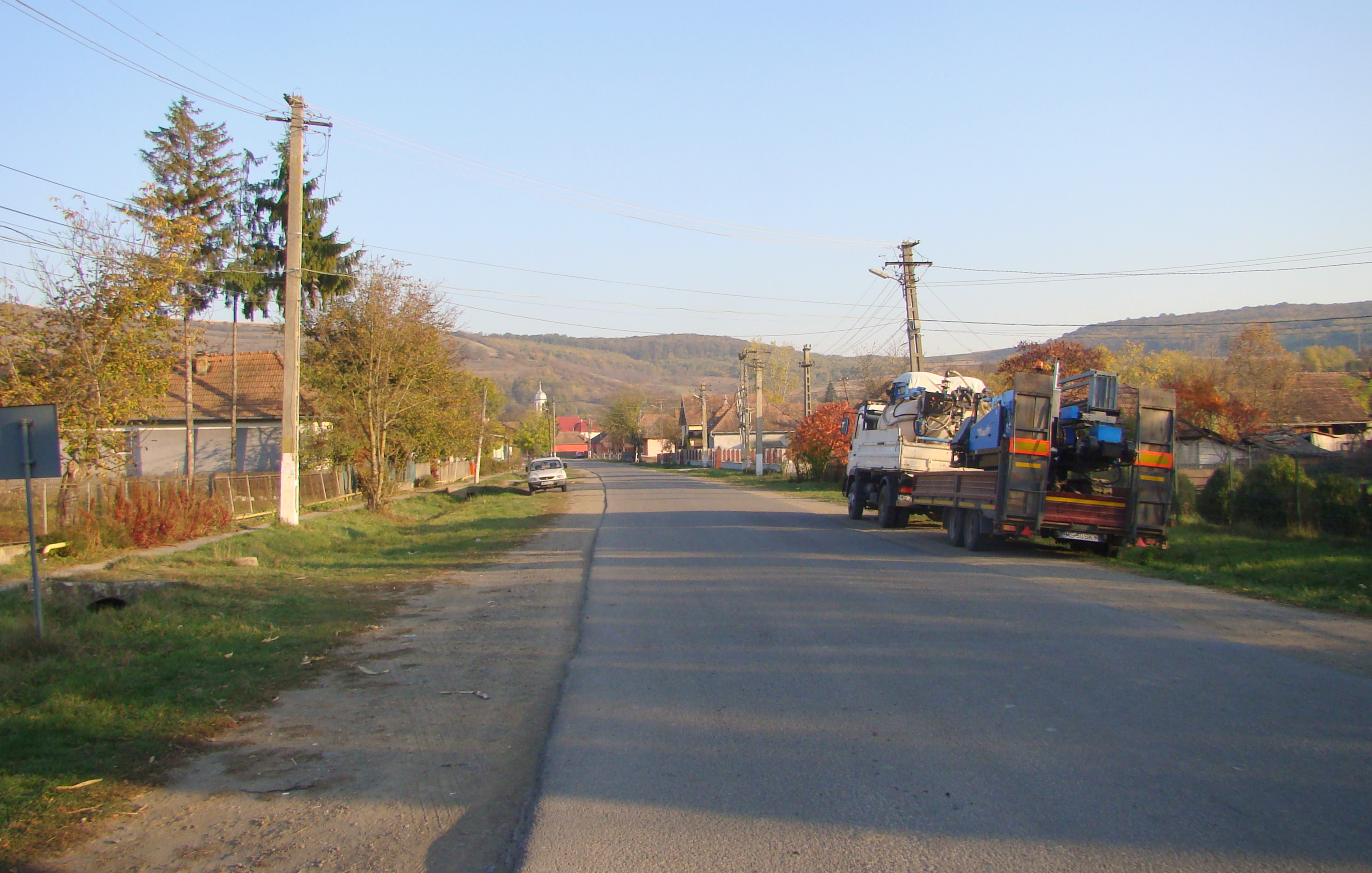
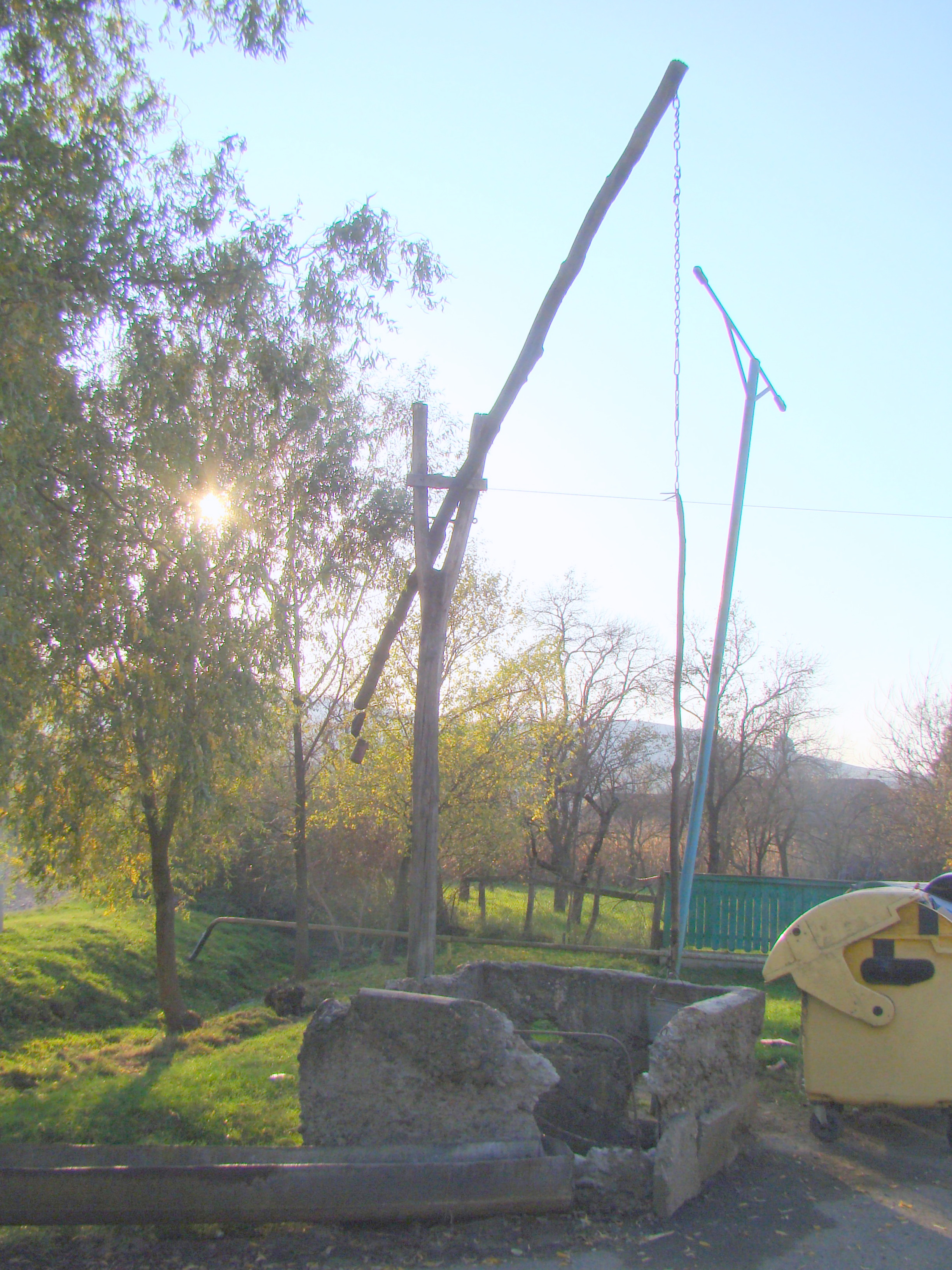
Fântâna cu cumpănă
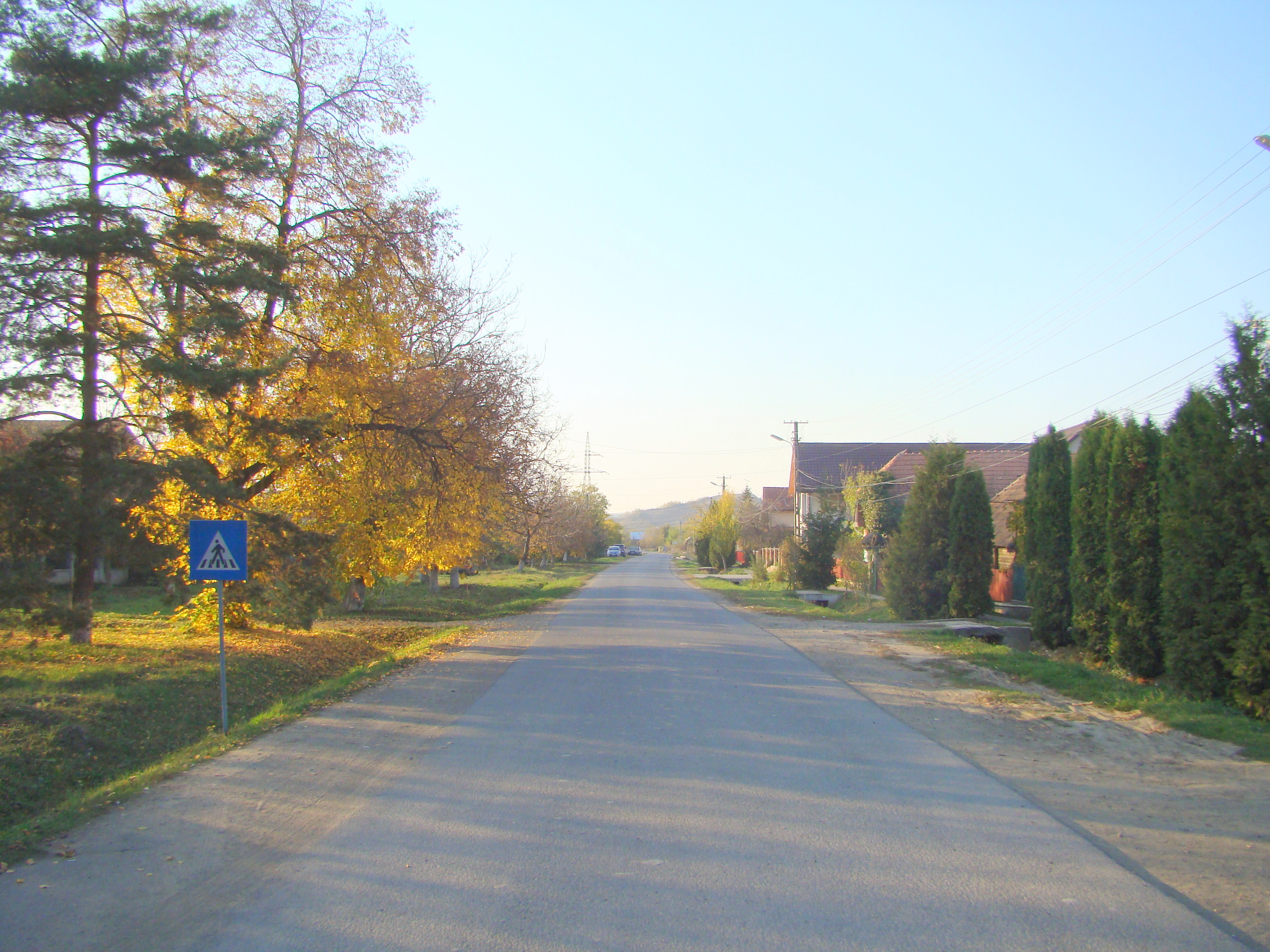
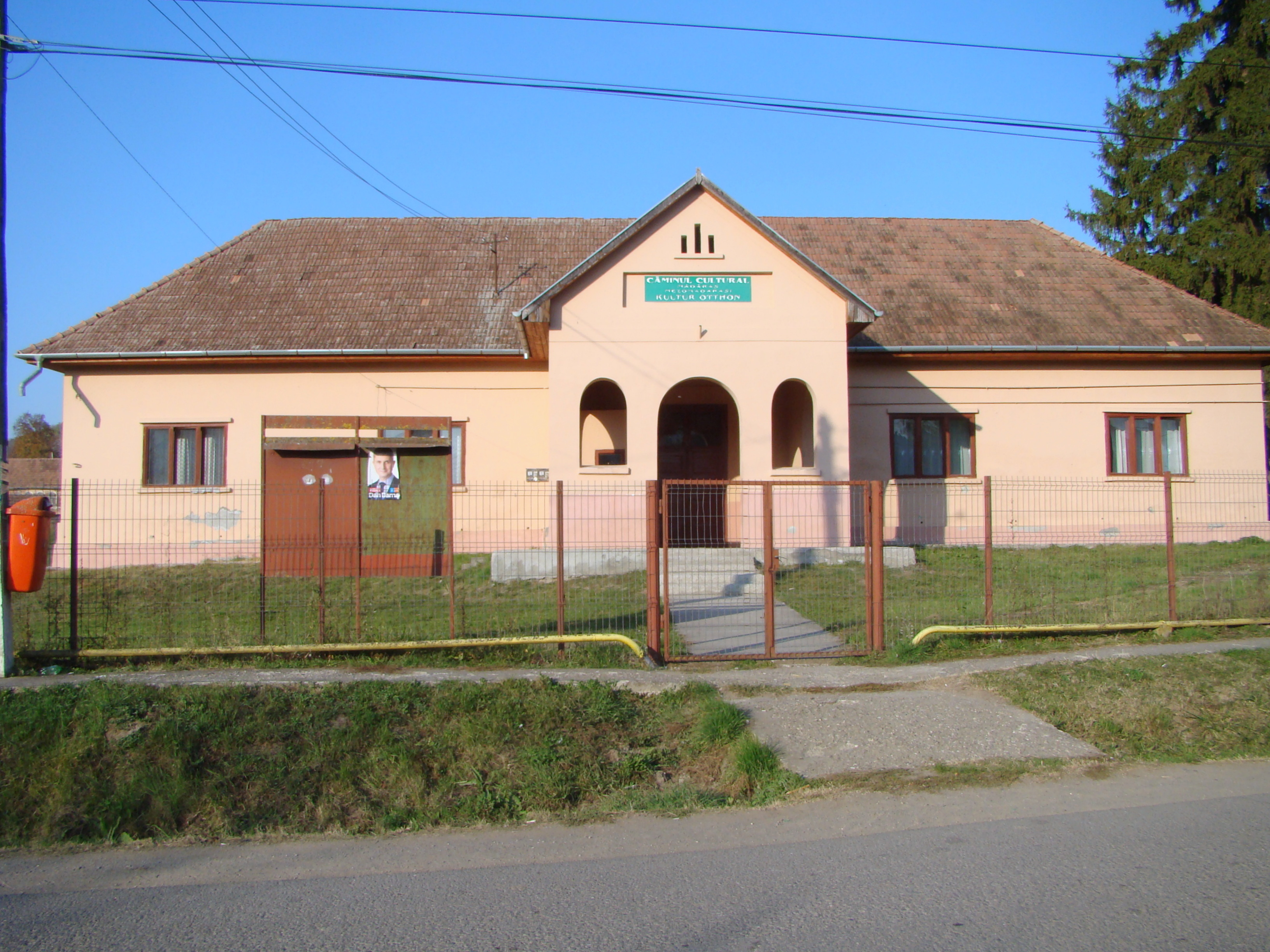
Căminul cultural
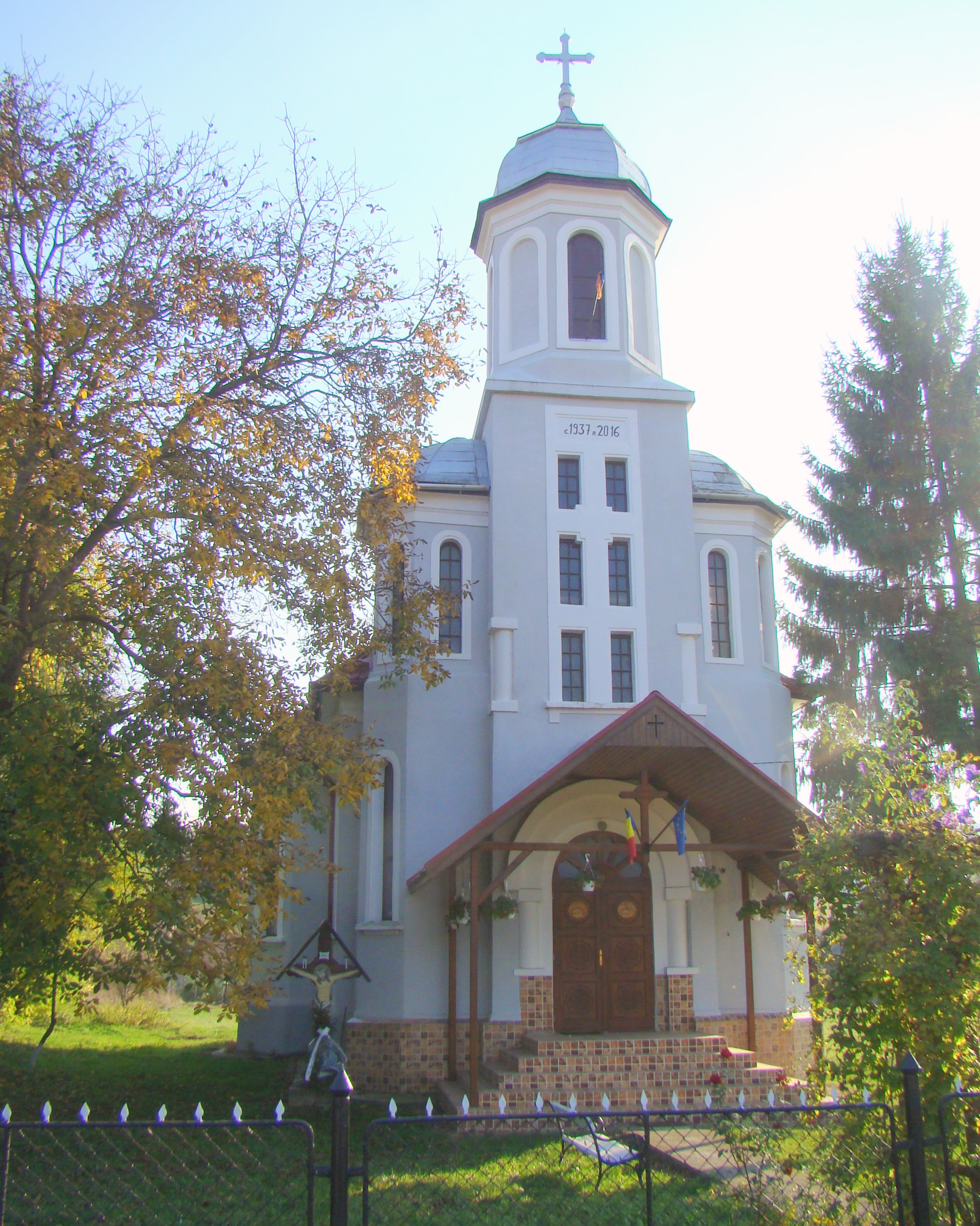
Biserica „Buna Vestire” (1937)
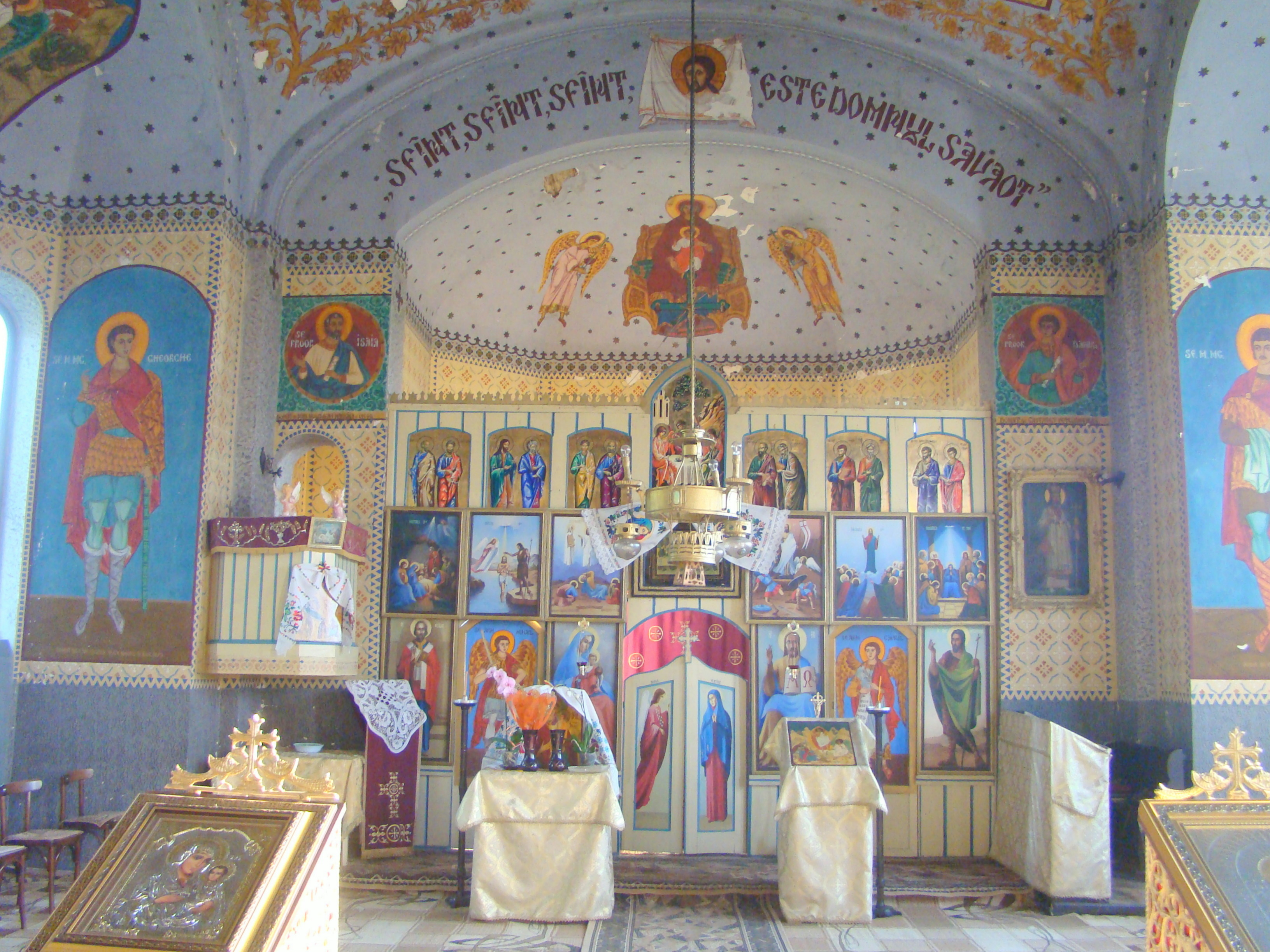
Biserica „Buna Vestire” (nava spre iconostas)
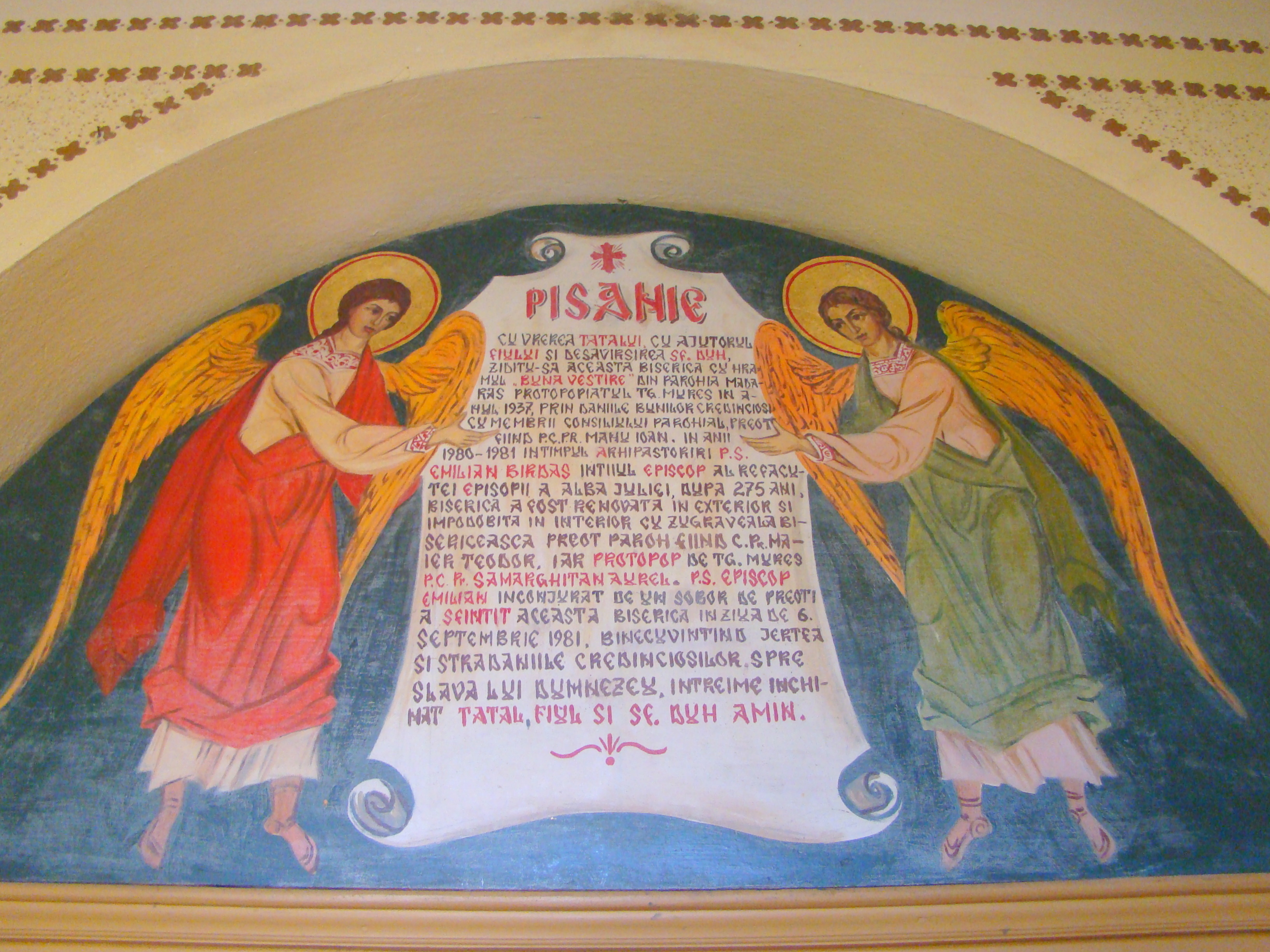
Pisania
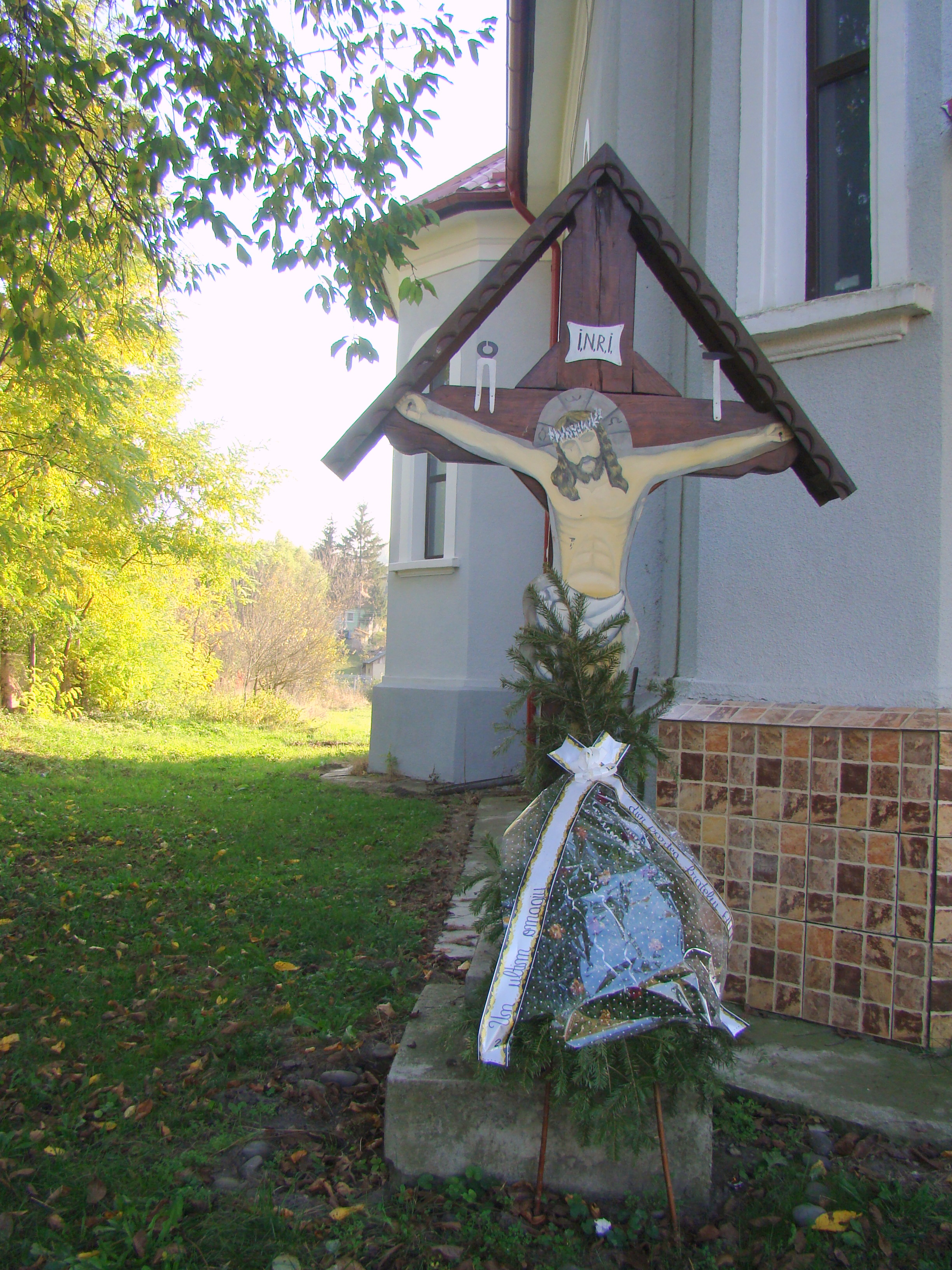